# Pajumõisa
Pajumõisa – wieś w Estonii, w prowincji Sarema, w gminie Kihelkonna.